# Deep Space Habitat
Deep Space Habitat — модуль, призначений для довготривалого перебування людей на Марсі.

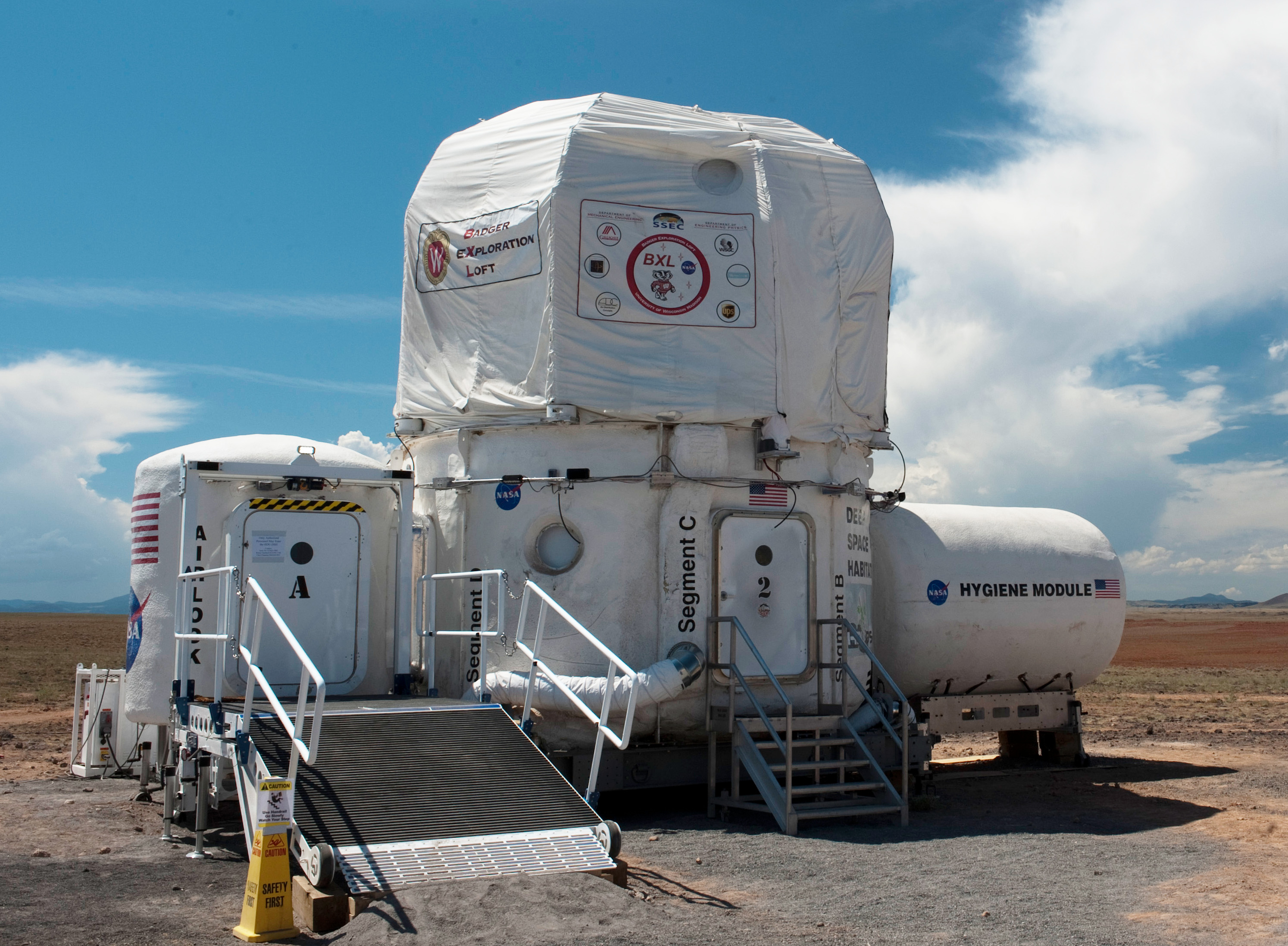
Проєкт модуля Deep Space Habitat в пустелі

Цей модуль побудований агентством НАСА по проєкту, який був розроблений студентами з Університету Вісконсіна.

## Призначення
Космічний модуль знаходиться в пустелі Аризони для тестування і називається Habitat Demonstration Unit (HDU). Модуль повинен виконувати функції захисту астронавтів від космічних променів та радіації, сонячних спалахів і невідомих мікроорганізмів. А також бути максимально зручними для проживання в ньому протягом тривалого періоду.

## Конструкція
- Основний модуль циліндричної форми з куполоподібної дахом
- Гігієнічний відсік (розташовані туалет і душова).
- Атмосферний шлюз[en].

Для пересування астронавтів поза модулем планується використання Small Pressurized Rover

## Інтернет-ресурси
- Офіційна сторінка проєкту на сайті NASA [Архівовано 13 жовтня 2010 у Wayback Machine.](англ.)